# Chris Langridge

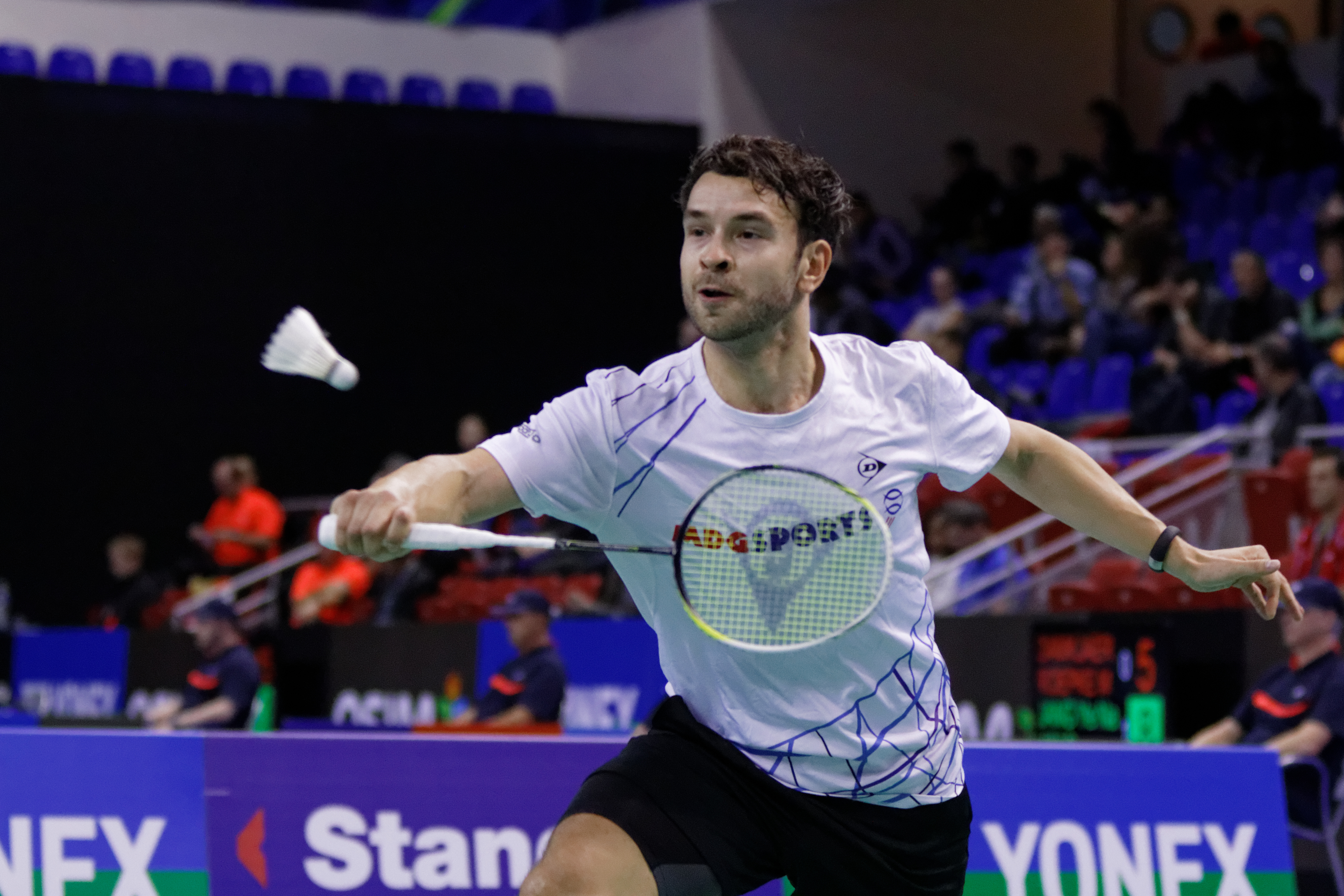
Chris Langridge, French Super Series 2013.

Christopher „Chris“ Langridge (* 2. Mai 1985 in Epsom) ist ein englischer Badmintonspieler.

## Karriere
Chris Langridge gewann 2003 und 2004 zwei Titel bei den englischen Einzelmeisterschaften der Junioren. 2005 siegte er bei den Czech International gefolgt von Siegen bei den Croatian International und den Slovak International im darauffolgenden Jahr. 2007 gewann er die Belgian International, 2009 den Volant d’Or de Toulouse und 2010 die Swedish International Stockholm.

## Sportliche Erfolge
| Saison | Veranstaltung                             | Disziplin    | Platz | Name                                    |
| ------ | ----------------------------------------- | ------------ | ----- | --------------------------------------- |
| 2003   | England: Einzelmeisterschaft der Junioren | Herrendoppel | 1     | Robin Middleton / Chris Langridge       |
| 2004   | England: Einzelmeisterschaft der Junioren | Herrendoppel | 1     | Robin Middleton / Chris Langridge       |
| 2005   | Czech International                       | Herrendoppel | 1     | Chris Langridge / Chris Tonks           |
| 2006   | Croatian International                    | Mixed        | 1     | Chris Langridge / Jenny Day             |
| 2006   | Croatian International                    | Herrendoppel | 1     | Chris Tonks / Chris Langridge           |
| 2006   | Slovak International                      | Herrendoppel | 1     | Chris Langridge / David Lindley         |
| 2007   | Belgian International                     | Mixed        | 1     | Chris Langridge / Joanne Nicholas       |
| 2009   | Volant d’Or de Toulouse                   | Herrendoppel | 1     | Christopher Langridge / Robin Middleton |
| 2010   | Swedish International Stockholm           | Herrendoppel | 1     | Chris Langridge / Robin Middleton       |
| 2010   | Czech International                       | Herrendoppel | 1     | Chris Langridge / Robin Middleton       |
| 2011   | Austrian International                    | Herrendoppel | 1     | Chris Langridge / Anthony Clark         |
| 2012   | Bitburger Open                            | Herrendoppel | 2     | Chris Langridge / Peter Mills           |
| 2012   | Czech International                       | Herrendoppel | 1     | Chris Langridge / Peter Mills           |
| 2012   | Czech International                       | Mixed        | 1     | Chris Langridge / Heather Olver         |
| 2013   | Welsh International                       | Mixed        | 1     | Chris Langridge / Heather Olver         |
| 2016   | Olympische Sommerspiele                   | Herrendoppel | 3     | Marcus Ellis / Chris Langridge          |